# Château de Rochefort-sur-Séran
Le château de Rochefort est un ancien château fort, du XIIIe siècle, centre de la seigneurie de Rochefort, dont les vestiges se dressent sur la commune de Cressin-Rochefort dans le département de l'Ain en région Auvergne-Rhône-Alpes.

## Localisation
Le château de Rochefort est situé dans le département français de l'Ain sur la commune de Cressin-Rochefort, sur un petit monticule, à un kilomètre au nord - nord-est du bourg.

## Historique
Sa date de construction est estimée au XIe ou XIIe siècle.[source insuffisante]
Gui de Rochefort fut l'un des premiers occupants connus du château. En 1159, ce dernier en fait don au siège épiscopal de Belley avec toutes ses terres,.
Le château est cité en 1361.
En 1375, le comte Vert, Amédée VI de Savoie, aliène les terres en faveur de Pierre de Gerbais, trésorier général de Savoie, avec les seigneuries de Châteauneuf et de Virieu-le-Grand. À la suite du procès de ce dernier, tous ses biens furent confisqués en 1377 par le comte de Savoie.
Par lettres patentes du 13 août 1435, le duc Amédée VII de Savoie baille à titre de récompense, le château, la ville et le mandement de Rochefort en toute justice haute, moyenne et basse, à Antoine de Gerbais, chevalier, fils de Pierre de Gerbais. Ce dernier n'aura que des filles, Marguerite, Gasparde, Françoise et Jacquemmette de Gerbais ; l'inféodation n'ayant été faite qu'à Antoine de Gerbais et à ses descendants mâles, la terre fait retour au duc Louis de Savoie, qui par lettres patentes datées de Genève du 18 septembre 1446 réinféode la seigneurie à Marguerite et Gasparde de Gerbais femmes de Claude et Louis de Menthon, frères. Claude de Menthon, resté seul seigneur de Rochefort, lui succédèrent Janus de Menthon, Jean de Menthon, François de Menthon, Prosper de Menthon (1602), et Balthazar de Menthon (1642) qui possédait la terre de Rochefort en titre de baronnie.
La seigneurie fut ensuite détenue par les familles suivantes :
- famille de Mareste : Jean-François de Mareste (1667)[4],[5], Albert-Eugène de Mareste (1702)[5], Jean-Jacques de Mareste (1723)[5] ;
- famille de Montillet de Grenaud : Pierre-Anthelme de Montillet (1740), Louis-Honoré de Montillet, marquis de Rougemont (jusqu’en 1792 ; il s’agit du dernier seigneur titulaire du château).

Entre 1991 et 2003 des travaux de restaurations furent menés (avec l'aide du chantier de jeunesse Condordia).

## Description

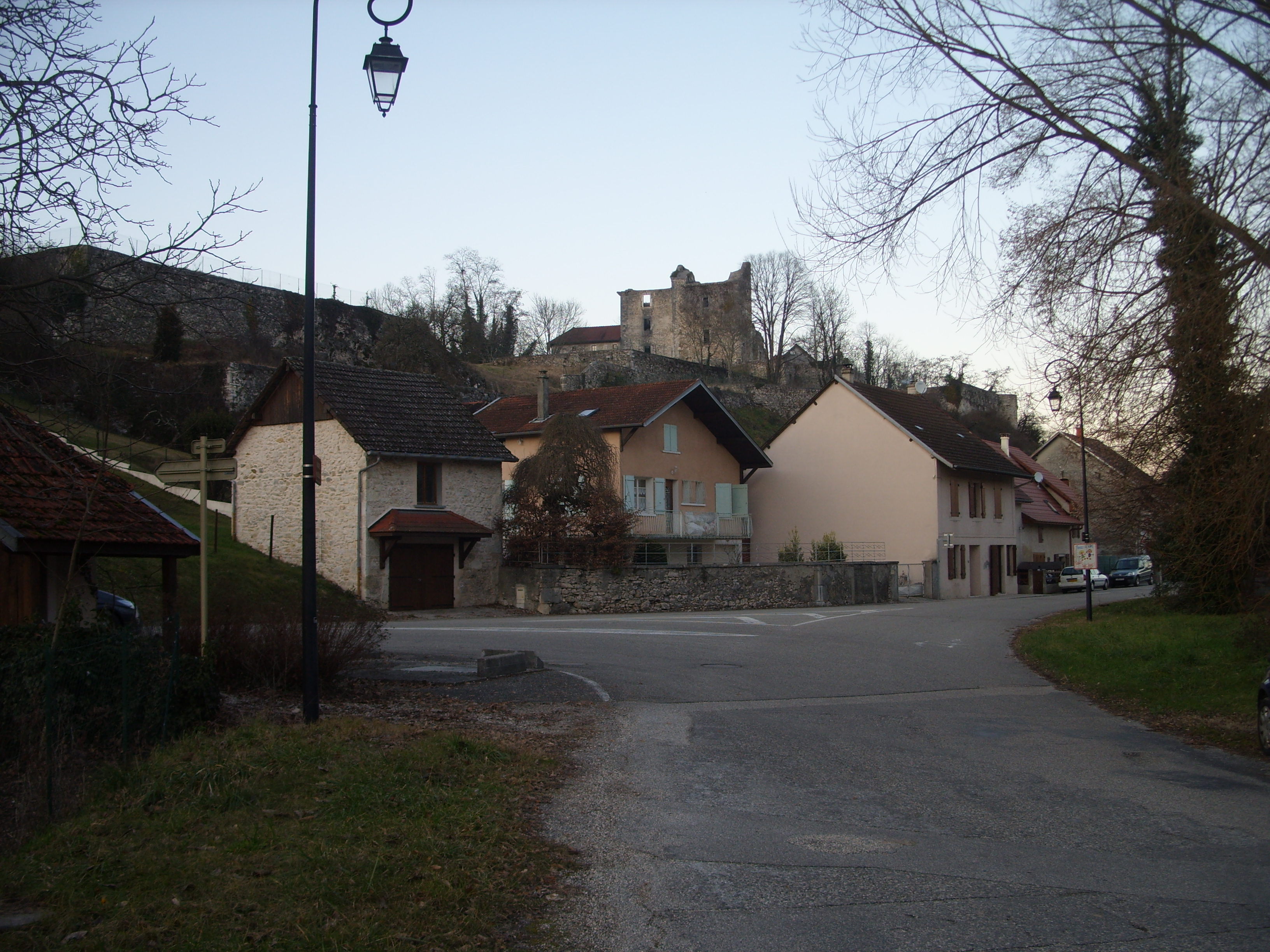
Cressin-Rochefort et le château.
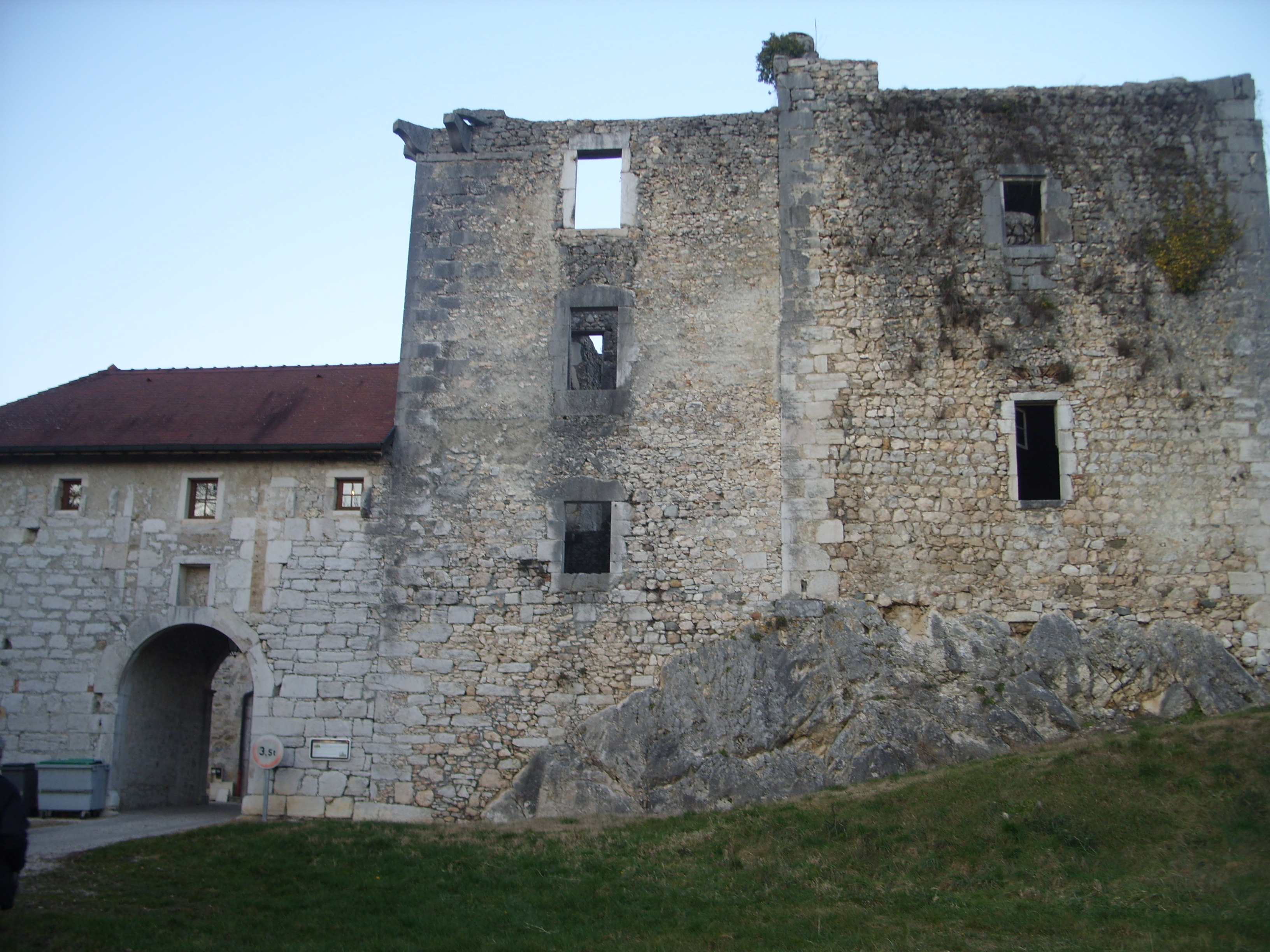
Vue du château.
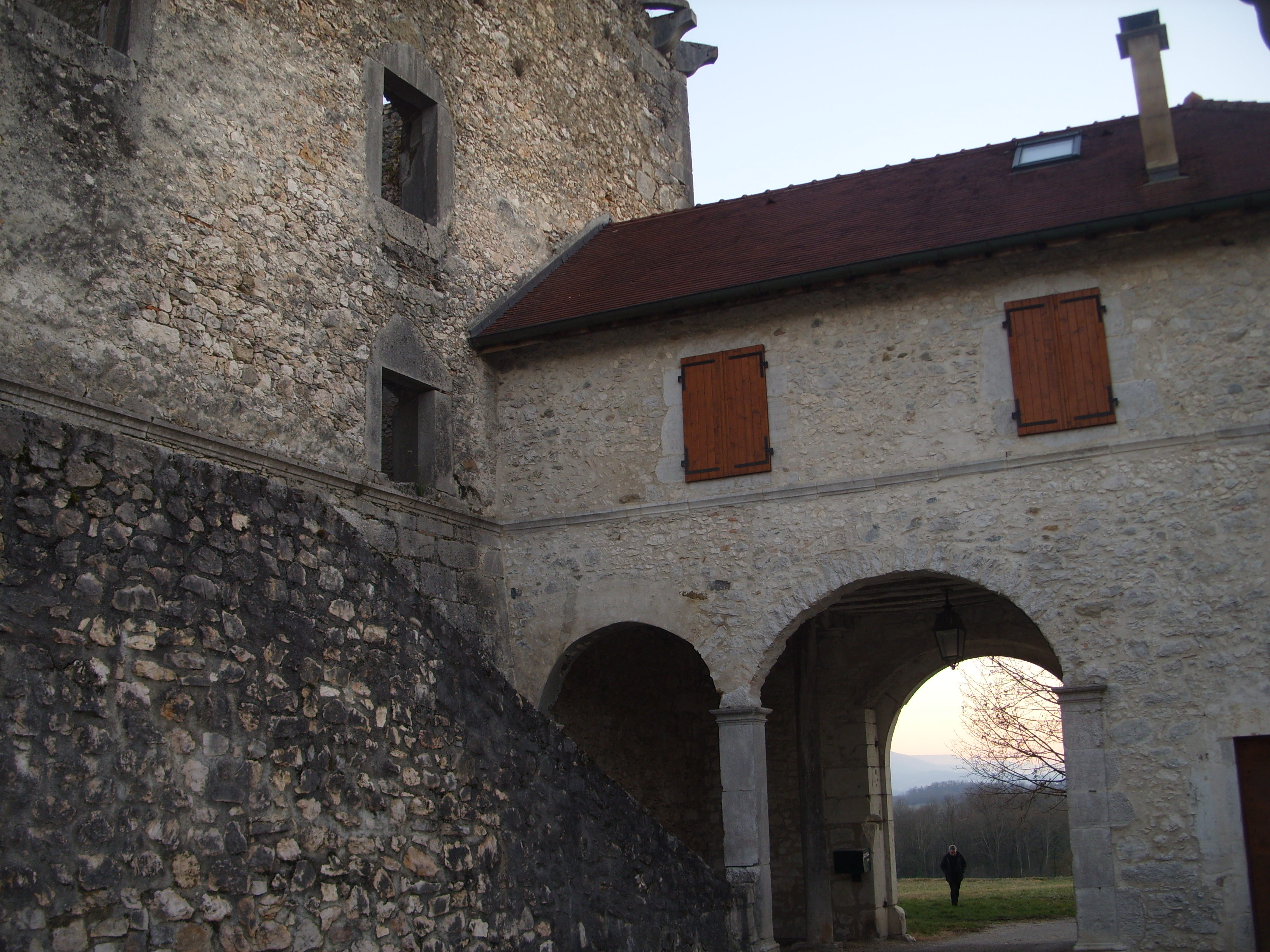
Vue du château derrière le porche d'entrée.
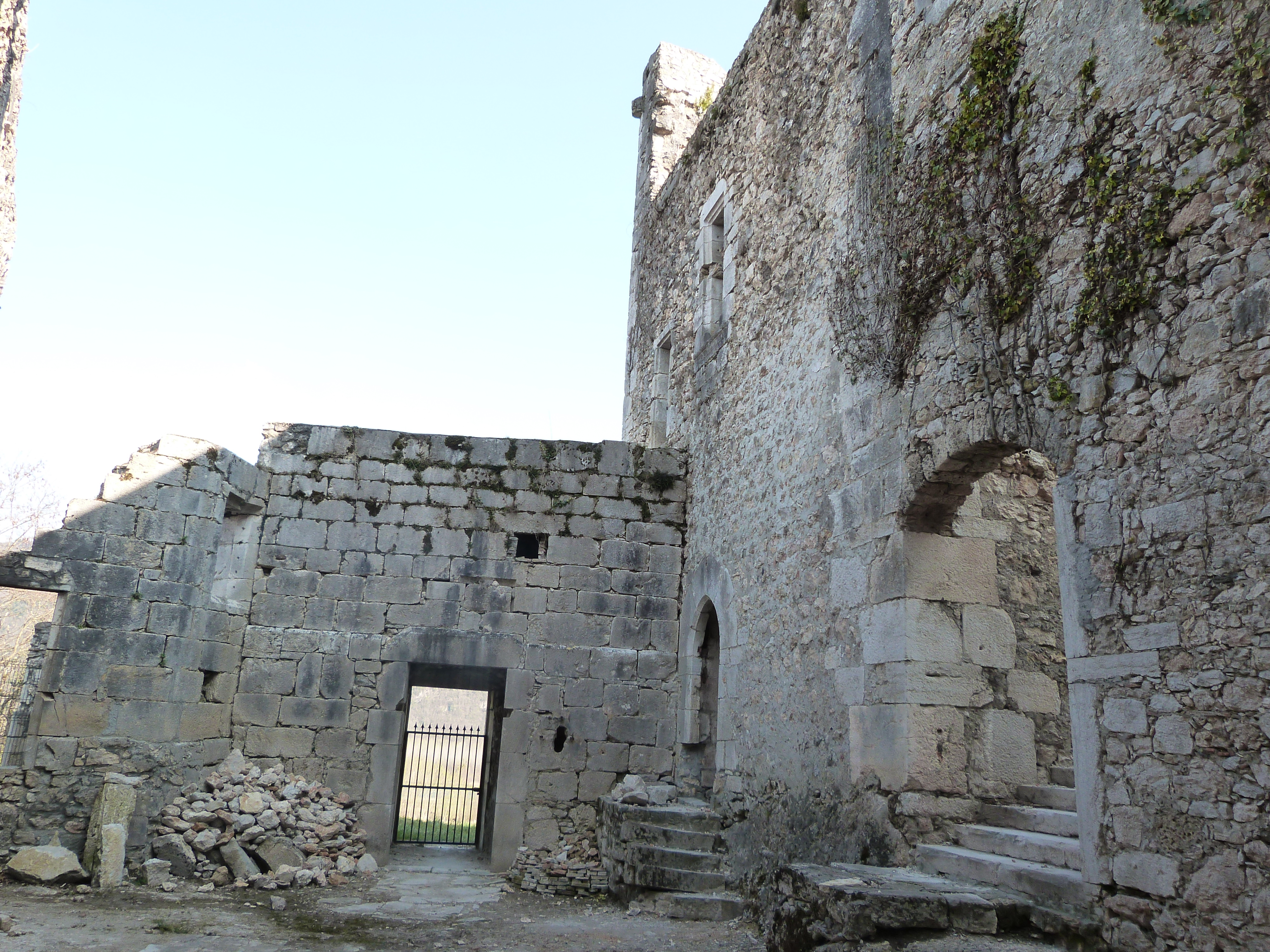
Vue intérieure du château.
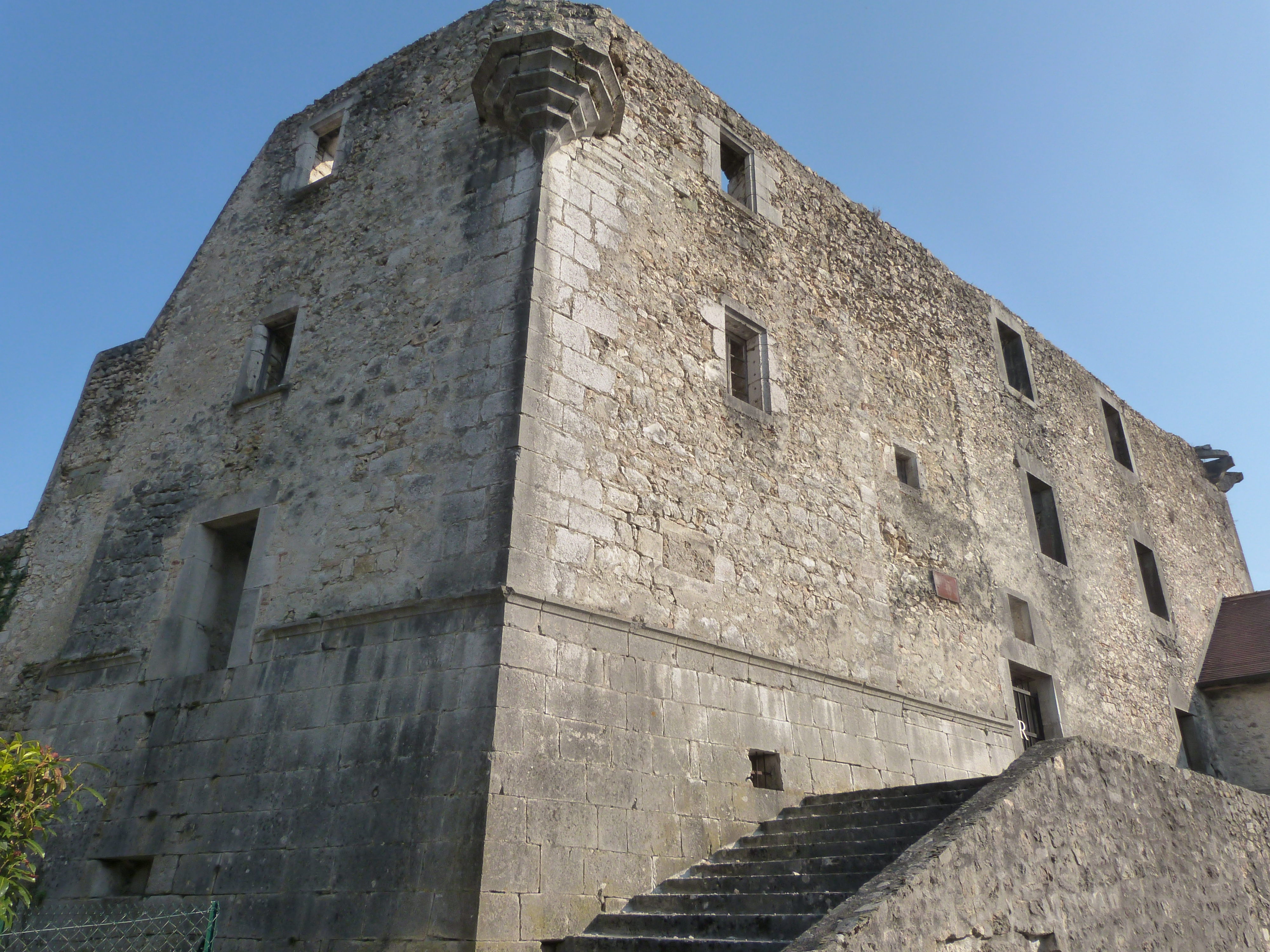
Le château et son escalier.